# Теракты в Агадесе и Арли

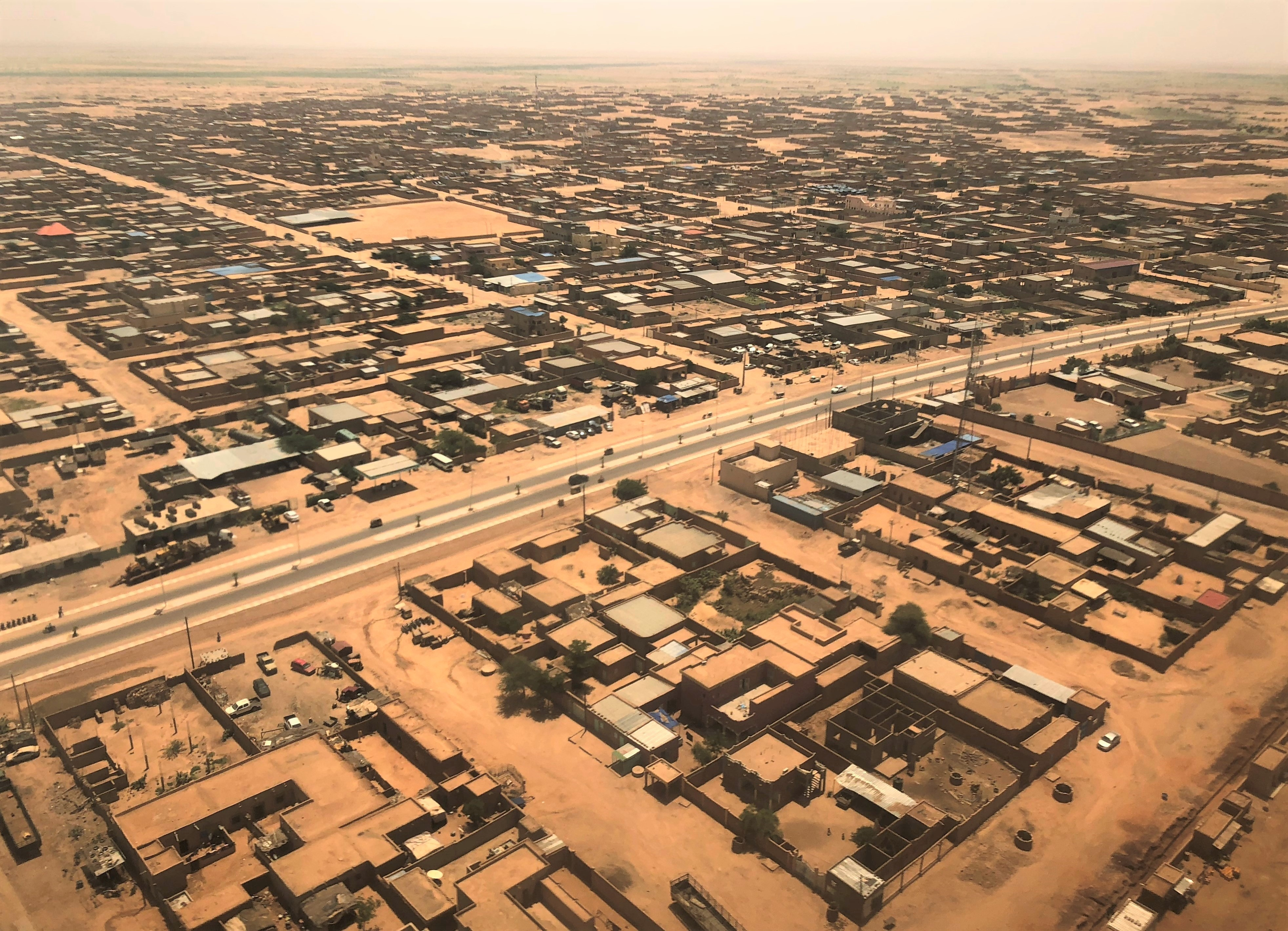
Вид на Агадес с высоты птичьего полёта

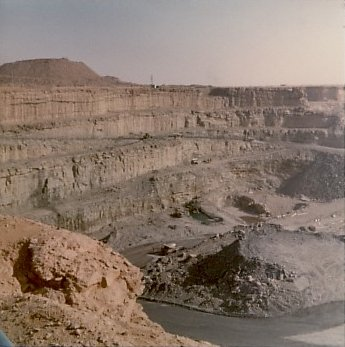
Урановый рудник в Арли

Теракты в Агадесе и Арли — две скоординированные атаки, совершенные исламистскими организациями 23 мая 2013 года. Теракты были направлены на два города в Нигере — Агадес и Арли, первый из которых был военной базой, а второй — урановым рудником, принадлежащим французам.
В ходе первого нападения на военную базу в Нигере, в котором участвовали восемь нападавших, как было подтверждено на следующий день, погибли 23 солдата и одно гражданское лицо. Во втором нападении двух террористов-смертников погиб рабочий на шахте. Движение за единство и джихад в Западной Африке (MUJAO) позже взяло на себя ответственность, заявив: «Мы напали на Нигер за его сотрудничество с Францией в войне против шариата (исламского права)». Они также пообещали, что будут совершены новые нападения в ответ на участие Нигера в конфликте на севере Мали. В сообщениях говорится, что лидер исламистов Мухтар Бельмухтар был «вдохновителем» обоих нападений под руководством его бригады «Подписанные кровью» (араб. الموقعون بالدم‎). Это были первые подобные нападения внутри страны в истории Нигера.

## Атака в Агадесе
В 5:30 по местному времени во время утренней молитвы первая из двух атак террористов-смертников произошла в Агадесе, городе, расположенном на севере Нигера, когда группа из восьми экстремистов напала на местные армейские казармы. Смертник на автомобиле, взорвавший машину, по пути к казармам проехал через баррикады базы и взорвался внутри казармы, убив нескольких солдат. Затем за этой заминированной машиной последовала двухместная машина, которая въехала на базу и открыла огонь по солдатам. Последовала длительная перестрелка, когда исламисты захватили общежитие и офис казармы. В считанные часы драка перекинулась на базу и на улицы, где в перестрелке погибло мирное лицо. К вечеру экстремистские элементы укрылись в общежитии казармы, взяв в заложники пятерых солдат. Захватившие заложников угрожали взорвать себя взрывчаткой, но вели переговоры с армией. На следующее утро трое заложников были убиты до того, как войска Нигера с помощью французского спецназа, базирующегося в Мали, ворвались в здание, убив двух экстремистов и захватив одного. Двое выживших заложников были освобождены. По данным нигерской армии, 23 солдата были убиты в результате атаки базы Агадес, плюс камерунский солдат, проходящий зарубежную подготовку. Кроме того, подтверждено, что все восемь нападавших убиты. Распространились слухи о том, что девятого злоумышленника схватили живым.

## Атака в Арли
Через несколько минут после теракта в Агадесе два террориста-смертника, переодетые в военную форму, въехали на урановый рудник Areva в Арли, крупнейший такой рудник в стране, управляемый французской компанией. Автомобиль взорвался перед пикапом, везущим на объект рабочих. Помимо двух террористов-смертников, один рабочий погиб и шестнадцать других получили ранения. Завод был вынужден остановиться из-за повреждений, нанесённых взрывом. Главной целью атаки были французские чиновники, работающие на заводе.